# TURKOVAC
TURKOVAC, інша назва ERUCOV-VAC — кандидат на інактивовану вакцину проти COVID-19, який виробляється Інститутом охорони здоров'я міністерства охорони здоров'я Туреччини та Університетом Ерджиєс. Роботою зі створення вакцини керував професор ветеринарії Айкут Ездеренделі, в результаті якої отримано спочатку ізолят вірусу SARS-CoV-2, а пізніше отримано інактивований вірус, який і став основою вакцини. Вакцина проходить вже ІІІ фазу клінічних досліджень.

## Клінічні дослідження
У квітні 2021 року повідомлено, що завершено введення другої дози ІІ фази клінічного дослідження, та розпочався пошук добровольців для ІІІ фази клінічного дослідження. Передбачалося, що вакцина буде затверджена до виробництва у жовтні, та схвалена для екстреного застосування у листопаді 2021 року. Пізніше міністр охорони здоров'я Туреччини Фахреттин Коджа повідомив, що 846451 добровольці подали заявку на участь у ІІІ фазі клінічного дослідження вітчизняної вакцини «TURKOVAC».
Перше щеплення вакциною в рамках ІІІ фази клінічного дослідження проведено в міській лікарні Анкари 22 червня 2021 року, у відеоконференції з цього приводу також взяв участь президент країни Реджеп Тайїп Ердоган. Цього дня також було повідомлено назву вакцини.
Повідомлено, що ІІІ фаза клінічного дослідження також буде проводитися в Азербайджані, Польщі, Угорщині та Узбекистані.